# Findlay Ridge
Findlay Ridge är en bergstopp i Antarktis. Den ligger i Östantarktis. Nya Zeeland gör anspråk på området. Toppen på Findlay Ridge är 812 meter över havet, eller 251 meter över den omgivande terrängen. Bredden vid basen är 5,0 km.
Terrängen runt Findlay Ridge är huvudsakligen lite bergig. Trakten är obefolkad. Det finns inga samhällen i närheten. 